# Eleições municipais de Campo Grande em 1996
Aseleições municipais da cidade brasileira de Campo Grande em 1996 ocorreram no dia 3 de outubro do mesmo ano, para eleger um prefeito, um vice-prefeito e 21 vereadores para a administração da cidade. Como o candidato a cargo majoritário não alcançou a maioria absoluta dos votos válidos, houve um novo escrutínio no dia 31 de outubro de 1996.
Os candidatos foram André Puccinelli (PMDB), Carlos Antônio Menezes Leite (PV), José Orcírio Miranda dos Santos (Zeca do PT), Levy Dias (PPB) e Nelson Trad (PTB). Puccinelli foi eleito em segundo turno com 131.124 votos, enquanto seu adversário Zeca do PT obteve 130.713 votos, o que representa uma diferença de 411 votos. André Puccinelli governou a cidade pelo período de 1º de janeiro de 1997 a 31 de dezembro de 2000.
Antes das eleições o prefeito era Juvêncio da Fonseca, do PMDB, que terminou seu mandato em 31 de dezembro de 1996.

## Candidatos
|  | Nº | Candidato(a) a prefeito | Candidato(a) a prefeito                                | Candidato(a) a vice-prefeito | Candidato(a) a vice-prefeito                   | Coligação |
|  | -- | ----------------------- | ------------------------------------------------------ | ---------------------------- | ---------------------------------------------- | --- |
|  | 16 |                         | André Puccinelli (PMDB) André Puccinelli               |                              | Oswaldo Possari (PMDB) Oswaldo Possari         | Força Popular - Partido do Movimento Democrático Brasileiro (PMDB) - Partido Liberal (PL) - Partido Social Democrático (PSD) - Partido Social Trabalhista (PST) - Partido Social Liberal (PSL) - Partido Social Democrata Cristão (PSDC) |
|  | 43 |                         | Carlos Menezes Leite (PV) Carlos Antônio Menezes Leite |                              | Não disponível                                 | Não disponível - Partido Verde (PV) |
|  | 11 |                         | Levy Dias (PPB) Levy Dias                              |                              | Maurício Picarelli (PPB) Maurício Picarelli    | Aliança 2000 - Partido Renovador Trabalhista Brasileiro (PRTB) |
|  | 14 |                         | Nelson Trad (PTB) Nelson Trad                          |                              | Loester Nunes (PDT) Loester Nunes de Oliveira  | Frente das Oposições - Partido da Frente Liberal (PFL) |
|  | 13 |                         | Zeca do PT (PT) José Orcírio Miranda dos Santos        |                              | Ben-Hur Ferreira (PT) Eurídio Ben-Hur Ferreira | Movimento Muda Campo Grande - Partido Comunista do Brasil (PCdoB) |

## Resultados

### Prefeito
| Candidato(a)                      | Vice                     | 1º turno 3 de outubro de 1996 | 1º turno 3 de outubro de 1996 | 2º turno 15 de novembro de 1996 | 2º turno 15 de novembro de 1996 |
| Candidato(a)                      | Vice                     | Total                         | Percentagem                   | Total                           | Percentagem                     |
| --------------------------------- | ------------------------ | ----------------------------- | ----------------------------- | ------------------------------- | ------------------------------- |
| André Puccinelli (PMDB)           | Oswaldo Possari (PMDB)   | 81.217                        | 30,94%                        | 131.124                         | 50,08%                          |
| Zeca do PT (PT)                   | Ben-Hur Ferreira (PT)    | 101.657                       | 38,72%                        | 130.713                         | 49,92%                          |
| Levy Dias (PPB)                   | Maurício Picarelli (PPB) | 61.505                        | 23,43%                        | Não participou                  | Não participou                  |
| Nelson Trad (PTB)                 | Loester Nunes (PTB)      | 11.957                        | 4,55%                         | Não participou                  | Não participou                  |
| Carlos Antônio Menezes Leite (PV) | Não disponível           | 6.203                         | 2,36%                         | Não participou                  | Não participou                  |
| Total de votos válidos            | Total de votos válidos   | 262.539                       | 100,00%                       | 261.837                         | 100,00%                         |
| Votos apurados                    |                          |                               |                               |                                 |                                 |
| Votos válidos                     | Votos válidos            | 262.539                       | 92,94%                        | 261.837                         | 94,07%                          |
| Votos em branco                   | Votos em branco          | 3.833                         | 1,36%                         | 2.882                           | 1,03%                           |
| Votos nulos                       | Votos nulos              | 16.114                        | 5,70%                         | 13.625                          | 4,90%                           |
| Total de votos apurados           | Total de votos apurados  | 282.486                       | 100,00%                       | 278.344                         | 100,00%                         |
| Eleitores                         |                          |                               |                               |                                 |                                 |
| Comparecimento                    | Comparecimento           | 282.486                       | 81,73%                        | 278.344                         | 80,53%                          |
| Abstenções                        | Abstenções               | 63.139                        | 18,27%                        | 67.281                          | 19,47%                          |
| Total de inscritos                | Total de inscritos       | 345.625                       | 100,00%                       | 345.625                         | 100,00%                         |

#### Gráficos
| Primeiro turno - Esquema Gráfico | Primeiro turno - Esquema Gráfico | Primeiro turno - Esquema Gráfico | Primeiro turno - Esquema Gráfico | Primeiro turno - Esquema Gráfico |
| -------------------------------- | -------------------------------- | -------------------------------- | -------------------------------- | -------------------------------- |
|                                  |                                  |                                  |                                  |                                  |
| Zeca do PT                       | Zeca do PT                       |                                  | 38,72%                           | 38,72%                           |
| André Puccinelli                 | André Puccinelli                 |                                  | 30,94%                           | 30,94%                           |
| Levy Dias                        | Levy Dias                        |                                  | 23,43%                           | 23,43%                           |
| Nelson Trad                      | Nelson Trad                      |                                  | 4,55%                            | 4,55%                            |
| Carlos A. M. Leite               | Carlos A. M. Leite               |                                  | 2,36%                            | 2,36%                            |

| Segundo turno - Esquema Gráfico | Segundo turno - Esquema Gráfico | Segundo turno - Esquema Gráfico | Segundo turno - Esquema Gráfico | Segundo turno - Esquema Gráfico |
| ------------------------------- | ------------------------------- | ------------------------------- | ------------------------------- | ------------------------------- |
|                                 |                                 |                                 |                                 |                                 |
| André Puccinelli                | André Puccinelli                |                                 | 50,08%                          | 50,08%                          |
| Zeca do PT                      | Zeca do PT                      |                                 | 49,92%                          | 49,92%                          |

### Vereadores
Os eleitos foram remanejados pelo coeficiente eleitoral destinado a cada coligação. Abaixo a lista com o número de vagas e os candidatos eleitos. O ícone  indica os que foram reeleitos.
| Candidato(a)        | Partido | Votação          | %    |       |      |
| ------------------- | ------- | ---------------- | ---- | ----- | ---- |
| Candidato(a)        | Partido | Edil Albuquerque | PMDB | 5.656 | 2,20 |
| Antônio Braga       | PMDB    | 5.525            | 2,15 |       |      |
| Dr. Antonio Cruz    | PMDB    | 5.434            | 2,12 |       |      |
| Nelsinho Trad       | PTB     | 4.403            | 1,72 |       |      |
| Elias Dib           | PMDB    | 4.334            | 1,69 |       |      |
| Celso Ianaze        | PMDB    | 4.310            | 1,68 |       |      |
| Pedro Kemp          | PT      | 4.229            | 1,65 |       |      |
| Sérgio Assis        | PSDB    | 4.190            | 1,63 |       |      |
| Magali Picarelli    | PSDB    | 4.086            | 1,59 |       |      |
| Maria Emília Sulzer | PMDB    | 4.056            | 1,58 |       |      |
| Santos Pereira      | PMDB    | 4.035            | 1,57 |       |      |
| Márcio Matozinhos   | PSDB    | 3.821            | 1,49 |       |      |
| Youssif Domingos    | PDT     | 3.661            | 1,43 |       |      |
| Haguemo Tomonaga    | PDT     | 3.657            | 1,43 |       |      |
| César Disney        | PSDB    | 3.528            | 1,38 |       |      |
| Pedro Prevatto      | PFL     | 3.299            | 1,29 |       |      |
| Athayde Nery        | PPS     | 3.244            | 1,26 |       |      |
| Cristóvão Silveira  | PSDB    | 3.161            | 1,23 |       |      |
| Cabo Almi           | PT      | 2.975            | 1,16 |       |      |
| Valdir Miranda      | PT      | 2.309            | 0,90 |       |      |
| Luiz Ojeda          | PT      | 1.880            | 0,73 |       |      |